# Raimundo de Portugal
Raimundo Sanches de Portugal (1195-?) foi um infante português, terceiro filho de Sancho I de Portugal e seu primeiro varão, sendo como tal presumível herdeiro do trono. A sua morte, ainda jovem, deixaria contudo o encargo de reinar para o seu irmão mais novo, o futuro Afonso II de Portugal. Nada mais se sabe acerca da sua breve vida.